# Pic Meirinyo
El Pic Meirinyo (en portuguès, Pico Meirinho) és una muntanya portuguesa localitzada a l'interior de la illa de Sant Miquel (Sǎo Miguel), en l'arxipèlag de les Açores.
Aquest accident geològic té el seu punt més alt a 659 metres d'altitud sobre el nivell del mar i se situa prop del Pic del Rei i de l'Estany de Sǎo Bras. Al costat del pic hi passa la Ribera de Cafua, que drena part dels seus pendents.